# Can Viure
Can Viure és una masia del municipi de les Franqueses del Vallès (Vallès Oriental) inclosa a l'Inventari del Patrimoni Arquitectònic de Catalunya.

## Descripció
Es tracta d'una masia d'estructura basilical fruit d'una restauració de l'any 1866 (datat a la façana), anteriorment estava coberta a dues vessants. Constava de planta baixa i pis, es va aixecar la crugia central un pis més. Està formada per tres crugies paral·leles. La façana, orientada a migdia, té un portal dovellat d'arc de mig punt i diverses obertures disposades simètricament. Al davant forma un barri tancat. A la cara nord hi ha adossat el celler, més baix i cobert a dues aigües. Està fet de maçoneria sense arrebossar. En el barri tancat se situen diversos cossos annexos.

## Història
La referència més antiga dels habitants de la casa és del segle XII: Bernat Carbó fa una donació a la capella de la Mare de Déu del pla l'any 1190. La casa conserva suficient documentació per establir l'arbre genealògic des del segle xii fins als nostres dies, amb un important buit al llarg del segle xiv. Està documentada la família Carbó que passà a denominar-se Viure a partir del casament entre Constança Carbó i Joan Viure, aquest apareix en el fogatge de 1553. Es desconeix la data de construcció de la casa, segurament el segle XVI-XVII i es reformaria l'any 1866 tal com indica la inscripció.